# Европейская межбанковская ставка предложения

Изменение EURIBOR за 1999—2015 гг. Зелёная — недельная; синяя — трёхмесячная; красная — двенадцатимесячная

Европейская межбанковская ставка предложения (англ. European Interbank Offered Rate, Euribor) — усреднённая процентная ставка по межбанковским кредитам, предоставляемым в евро. Определяется при поддержке Европейской банковской федерации, представляющей интересы кредитных учреждений в странах-членах Евросоюза, а также Исландии, Норвегии, Швейцарии и Ассоциации финансовых рынков. Подсчёт ставки идёт для различных сроков — от 1 недели до 12 месяцев. Расчёт и публикация ставки выполняется компанией Reuters ежедневно в 11:00 по Центрально-европейскому времени на основании данных, предоставляемых несколькими десятками банков с первоклассным рейтингом. Перечень котируемых банков регулярно пересматривается на соответствие высоким рейтинговым требованиям. Для расчёта отбрасываются 15 % самых высоких и самых низких котировок, а остальные усредняются и результат округляется до 3 знаков после запятой.